# Rijnsburg
Rijnsburg est un ancien village rattaché depuis 2006 à la commune néerlandaise de Katwijk, en province de Hollande-Méridionale. Au 1er janvier 2006, le village comptait 14 850 habitants.

## Histoire
En 1574, l'abbaye de Rijnsburg est détruite par un incendie. Le seul vestige restant est le clocher de l'église actuelle, la Grande Église (Grotekerk) ou l'Église Laurent (Laurentiuskerk).
Rijnsburg est une commune indépendante jusqu'au 1er janvier 2006. À cette date, elle est supprimée et rattachée à Katwijk.

## Politique et administration

### Liste des bourgmestres successifs
| Portrait                                                             | Identité                                            | Période | Période                                                | Durée         | Étiquette                | Fonction                    |
| Portrait                                                             | Identité                                            | Début   | Fin                                                    | Durée         | Étiquette                | Fonction                    |
| -------------------------------------------------------------------- | --------------------------------------------------- | ------- | ------------------------------------------------------ | ------------- | ------------------------ | --------------------------- |
| Pas de portrait sous licence libre disponible pour Arie van der Lee. | Arie van der Lee (d) (né en 1950)                   | 1997    | 2006 (disparition de la commune suite à une fusion (d) | 9 ans         | Appel chrétien-démocrate |                             |
| Pas de portrait sous licence libre disponible pour Arnold Vogelaar.  | Arnold Vogelaar (d) (11 mai 1942 - 15 février 2010) | 1997    | 1997                                                   | moins d’un an |                          | Bourgmestre par intérim (d) |

## Population
Évolution de la population 

1 171 (1815)
1 295 (1830)
1 482 (1840)
1 660 (1849)
1 896 (1859)
1 872 (1869)
2 050 (1879)
2 295 (1889)
2 459 (1899)
3 058 (1909)
3 934 (1920)
4 515 (1930)
5 688 (1947)
6 667 (1960)
9 190 (1971)
11 665 (1980)
13 514 (1990)
14 818 (2000)
14 843 (2006)

## Personnalités liées à la commune
- Spinoza (1632-1677) s'y est établi du début de 1660 au mois d'avril 1663.
- Pierre Poiret (1646-1719), théologien français, établi à Rijnsburg en 1688, y meurt.
- Arie van der Vlis (1940-2020), officier militaire néerlandais, il y meurt le 4 juillet 2020 à l'âge de 79 ans.

## Galerie

Rijnsburg
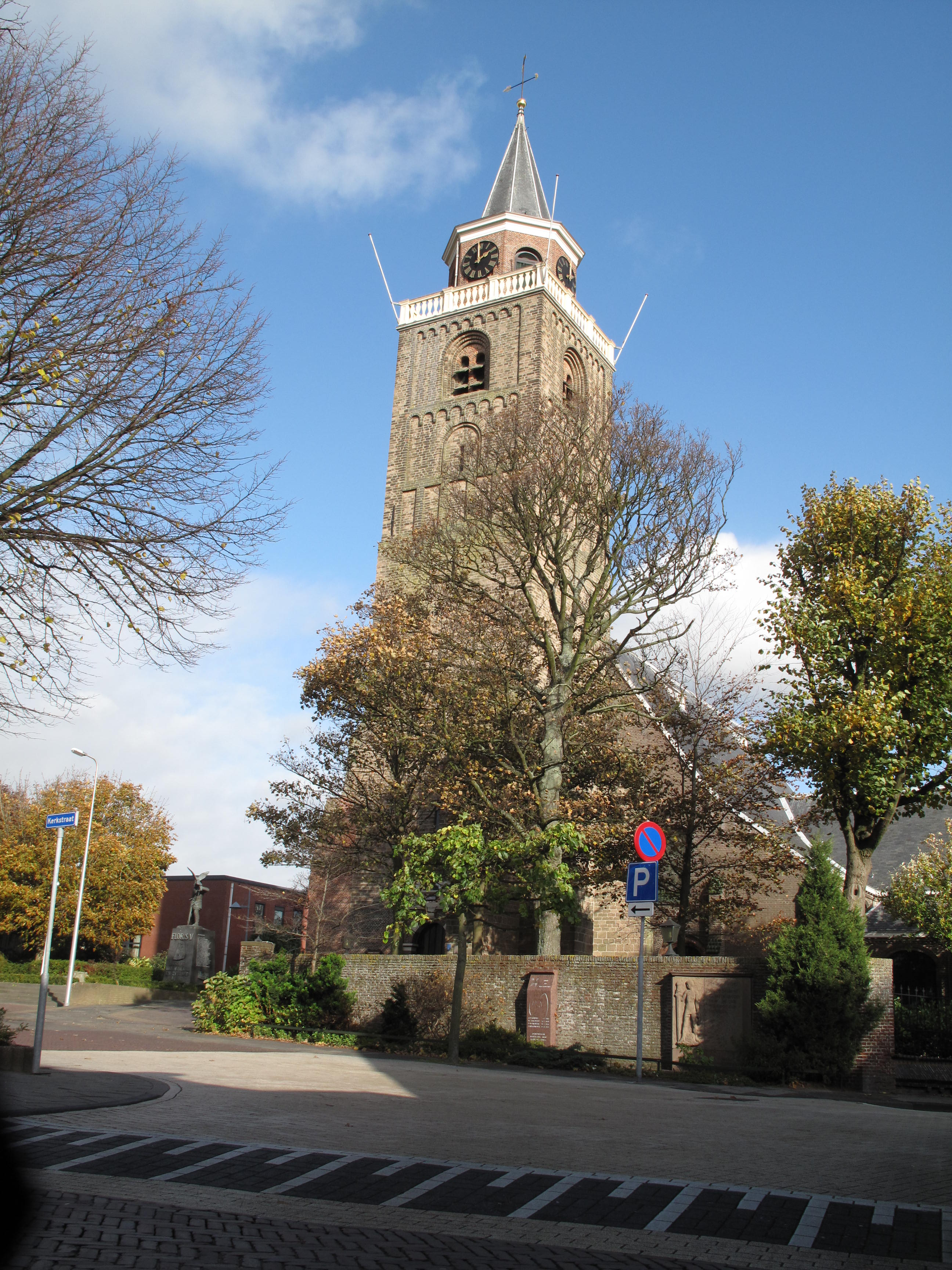
Rijnsburg, l'église